# 歌辞
歌辞是朝鲜王朝时期出现长歌国语诗歌体裁，是与时调（短歌）并驾齐驱发展的另一种重要的国语诗歌体裁:582-:194，与时调一起被称为国语诗歌“双壁”:985。歌辞自由度很高，不分章节，不限长度，但也和时调一样，每行由两句构成，每句由两个音步组成，每个音步有三四个字组成。作为一种长歌形式，歌辞对文字的依赖性很强。训民正音的发明对歌辞的发展有着重要的意义。:582-583:32:194

## 历史
歌辞最初是高丽末期僧人向民众宣扬佛教的诗歌形式之一，其发轫之作是懒翁和尚（1320-1376年）的《僧元歌》。但歌辞被作为一种国语诗歌体裁确立下来则是朝鲜王朝士大夫所为。一般认为，成宗年间（1470-1494年）丁克仁（1401-1481年）的《赏春曲》是歌辞的开山之作:582-584:32:194。郑澈和朴仁老是朝鲜王朝的两位最著名的歌辞大师，被称为朝鲜歌辞双壁。郑澈的歌辞主要收录于《松江歌辞》中。朴仁老的作品主要收录于《芦溪集》。:594-609:33-34
朝鲜王朝后半期，歌辞的题材得到进一步的扩大，创作队伍也扩大到社会的各个阶层。歌辞也从原来的注重抒情向叙事方面转变:1020-1022:34:315-316。此外，随着时调、歌辞向社会下层的发展，朝鲜王朝后半期在说唱艺人群体中出现了更为灵活的“杂歌”形式。杂歌不拘泥于歌辞三四调和四四调的音律模式，而是多种音节相互交错、配合，可长可短，能灵活地表现复杂的社会生活。:1011-1012:320-321